# Bielsko (jezioro w powiecie złotowskim)
Bielsko – jezioro w woj. wielkopolskim, w powiecie złotowskim, w gminie Zakrzewo.

## Dane morfometryczne
Powierzchnia zwierciadła wody według różnych źródeł wynosi od 12,5 ha przez 14,1 ha do 16,42 ha (lustra wody) lub 18,66 ha (ogólna).
Zwierciadło wody położone jest na wysokości 114,1 m n.p.m. Średnia głębokość jeziora wynosi 3,7 m, natomiast głębokość maksymalna 8,2 m.

## Hydronimia
Według spisu opracowanego przez Komisję Nazw Miejscowości i Obiektów Fizjograficznych (KNMiOF) urzędowa nazwa tego jeziora to Bielsko. W różnych publikacjach i na mapach topograficznych jezioro to występuje pod nazwą Bielsk. Dane z państwowego rejestru nazw geograficznych podają oboczną nazwę tego jeziora – Bielsk.